# Massaker von 1589 (Étrelles)

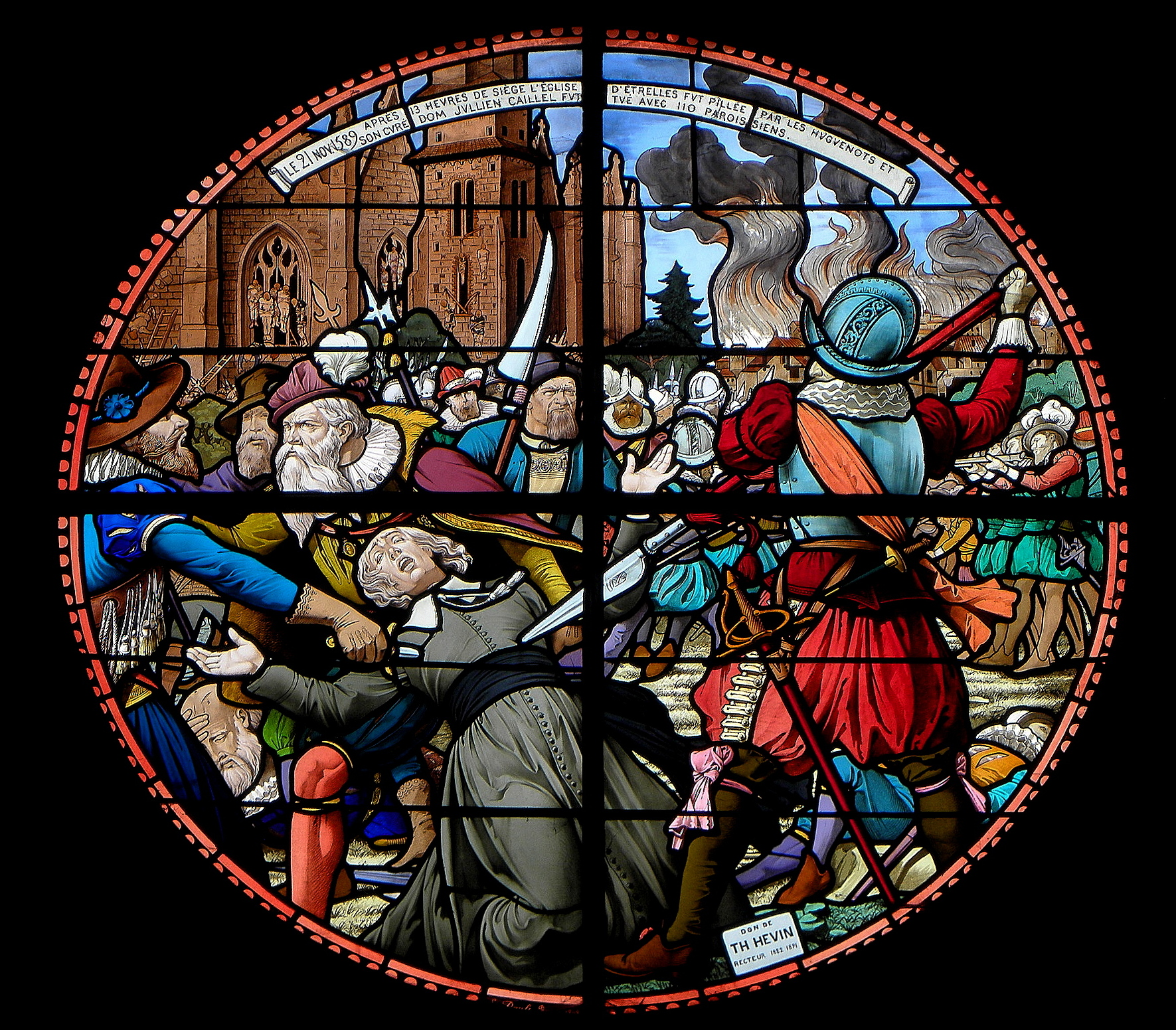
Fenster Massaker von 1589 in Étrelles

Das Massaker von 1589 ist der Titel eines Fenstermotivs in der Kirche St-Pierre-St-Paul in Étrelles, einer französischen Gemeinde im Département Ille-et-Vilaine in der Region Bretagne, das Ende des 19. Jahrhunderts geschaffen wurde. Das runde Bleiglasfenster wurde 1981 als Monument historique in die Liste der geschützten Objekte (Base Palissy) in Frankreich aufgenommen.
Das Fenster über dem südlichen Eingang, das von Th. Hévin (Pfarrer in Étrelles von 1882 bis 1891) gestiftet wurde (siehe Inschrift unten), zeigt eine Szene vom Ende der Hugenottenkriege. 
Die Inschrift am oberen Bildrand lautet:
„Le 21 Nov. 1589 après 13 heures de siège l’église d’Étrelles fut pillée par les Huguenots
et son curé Dom Jullien Caillel fut tué avec 110 paroissiens.“
(Am 21. November 1589 wurde nach 13-stündiger Belagerung die Kirche von Étrelles von den Hugenotten geplündert,
und ihr Pfarrer Dom Jullien Caillel und 110 Gemeindemitglieder wurden getötet.)
Das Fenster zeigt im Vordergrund, wie der katholische Priester von Hugenotten ermordet wird, dahinter ist der brennende Ort und die zerstörte Kirche zu sehen.